# Camille Desmoulins
Lucie Simplice Camille Benoît Desmoulins (2. března 1760, Guise – 5. dubna 1794, Paříž) byl francouzský právník, žurnalista a čelný představitel první fáze Velké francouzské revoluce.

## Život

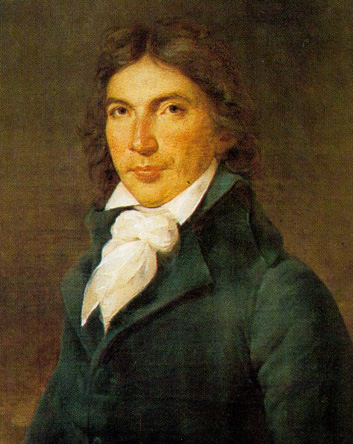
Portrét Camilla Desmoulinse od Jeana-Sébastiena Rouillarda

Desmoulins absolvoval prestižní střední školu Collège Louis le Grand v Paříži, poté vystudoval práva a stal se advokátem. Byl zastáncem revoluce, zastával svobodu a rovnost. Podle revolučních legend byl právě on tím mužem, který vyzval k dobytí Bastilly. Tyto jeho životní postoje jsou patrné i v jeho básních. Desmoulins byl jedním ze zakladatelů Klubu cordelierů (Club des Cordeliers) a protivníkem girondistů. V Palais-Royal vzbuzoval revoluční nadšení davů svými plamennými projevy (Aux armes! – Do zbraně!). 12. července 1789 posluchače vyzval, aby se bojovníci za svobodu označili viditelným znamením, sám si poté zastrčil list stromu za klobouk, zavedl tím zvyk nošení revoluční kokardy.
Po propuknutí Velké francouzské revoluce se ve svém úspěšném časopisu Révolutions de France et du Brabant označil za Procureur géneral de la lanterne (česky veřejný žalobce z lucerny (protože na lucernách se věšelo) a otevřeně prohlásil, že národní nezávislost je jediným zákonem, který by francouzský národ a každý, kdo se označuje člověkem, měl respektovat. Jeho další časopis La Tribune des Patriotes vyšel jen ve 4 číslech.

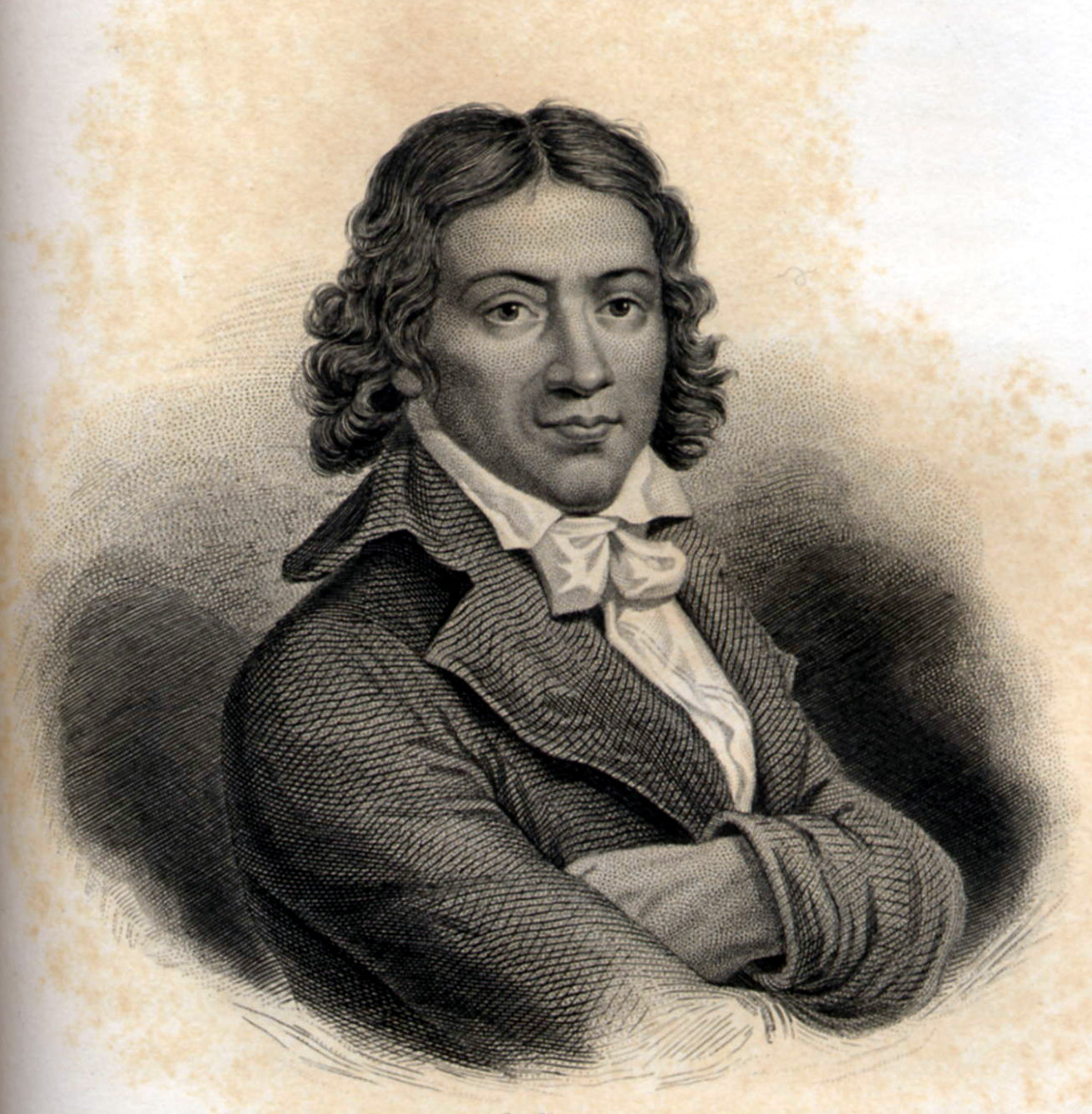
Camille Desmoulins, Geoffroy-rytina

V roce 1790 se oženil s mimořádně inteligentní dívkou z dobře situované středostavovské rodiny Lucile-Anne Duplessis. Přestože byl od mládí přítelem Robespierra, byl stále více přitahován Dantonem, který na něj působil více přátelsky a lidsky. Později společně založili Klub cordelierů a podíleli se také na událostech 10. srpna 1792, kdy pařížský lid vyplenil královský palác v Tuileriích a Ludvík XVI. byl uvržen do vězení, a na tzv. zářijových masakrech.
Pařížskou obcí byl zvolen do Konventu, kde hlasoval pro smrt krále. Poslouchal girondisty, společně však s Dantonem hledali cesty k sblížení stran, když tyto pokusy selhaly a girondisté byli likvidováni, navrhl založení odvolacího soudu. Ve stejných intencích poté vydával v lednu 1794 svůj duchaplný, vtipný a satirický list Le Vieux cordelier (Starý kordeliér/františkán), kde napadal krvavou tyranii a vyzýval k opravdové svobodě a dodržování zákonů. Jacques-René Hébert, který byl nejčastějším cílem satiry, ho zažaloval s odůvodněním snahy o návrat k monarchii.
Robespierre ho nejprve chránil, později ale pod tlakem radikálů Výboru pro veřejné blaho (mezi nimi byli např. Billaud-Varenne a Saint-Just) zakázal časopis a nařídil spálení všech čísel. („Spálit neznamená odpovědět“, reagoval Desmoulins.) Přesto Desmoulins dále nesmiřitelně napadal jakobíny a jejich zastánce. Robespierre jej nechal s Dantonem a dalšími 31. března 1794 zatknout a v odsouzení se osobně angažoval zapřisáhlý Demoulinsův nepřítel Saint-Just. Desmoulins, původně nadšený příznivec radikálního kurzu, postupně od krvavé cesty upustil. Společně s Dantonem a řadou dalších byl 5. dubna 1794 popraven. Na gilotině zvolal: „Toto je odměna pro prvního apoštola svobody. Stvůry, které touží po mé krvi, mě dlouho nepřežijí“. Jeho 23letá manželka Lucile, která se údajně podílela na vzpouře ve vězení, aby svého manžela osvobodila, byla popravena o 14 dní později.